# Puchar Luksemburga w piłce siatkowej mężczyzn (2022/2023)
Puchar Luksemburga w piłce siatkowej mężczyzn 2022/2023 (oficjalnie: Loterie Nationale Coupe de Luxembourg 2022/2023) – 57. edycja rozgrywek o siatkarski Puchar Luksemburga zorganizowana przez Luksemburski Związek Piłki Siatkowej (Fédération Luxembourgeoise de Volleyball, FLVB). Zainaugurowana została 5 listopada 2022 roku. Brały w niej udział kluby z Novotel-Ligue, Division 1 i Division 2.
Rozgrywki składały się z 1/8 finału, ćwierćfinałów oraz turnieju finałowego. We wszystkich rundach rywalizacja toczyła się systemem pucharowym, a o awansie decydowało jedno spotkanie.
Turniej finałowy odbył się w dniach 24-25 marca 2023 roku w hali sportowej Księcia Henryka (hall omnisports Prince Henri) w Walferdange. W ramach turnieju finałowego odbyły się półfinały i finał. Po raz piętnasty Puchar Luksemburga zdobył VC Stroossen, który w finale pokonał VC Fentange.

## System rozgrywek
Rozgrywki o Puchar Luksemburga w sezonie 2022/2023 składały się z 1/8 finału, ćwierćfinałów oraz turnieju finałowego, w ramach którego odbyły się półfinały i finał. Nie był grany mecz o 3. miejsce. Przed każdą rundą przeprowadzane było losowanie wyłaniające pary meczowe. Losowanie 1/8 finału odbyło się 28 września, ćwierćfinałów – 21 listopada, natomiast półfinałów – 28 lutego.
We wszystkich rundach rywalizacja toczyła się w systemie pucharowym, a o awansie decydowało jedno spotkanie.

## Drużyny uczestniczące
| Novotel-Ligue (8 drużyn) | Novotel-Ligue (8 drużyn) |
| ------------------------ | ------------------------ |
| CHEV Diekirch            | półfinał                 |
| Escher VBC               | ćwierćfinał              |
| VB Echternach            | ćwierćfinał              |
| VC Belair                | 1/8 finału               |
| VC Fentange              | finał                    |
| VC Lorentzweiler         | 1/8 finału               |
| VC Stroossen             | zwycięstwo               |
| Volley Bartreng          | ćwierćfinał              |

| Division 1 (2 drużyny) | Division 1 (2 drużyny) |
| ---------------------- | ---------------------- |
| VB Amber-Lënster       | 1/8 finału             |
| RSR Walfer             | 1/8 finału             |
| Division 2 (3 drużyny) |                        |
| VC Bissen              | półfinał               |
| VC Steinfort           | ćwierćfinał            |
| Volley 80 Pétange      | 1/8 finału             |

## Rozgrywki

### 1/8 finału
| 06.11.2022 18:30 (UTC+1) | Volley Bartreng | 3:1 (25:21, 26:24, 27:29, 25:14) | VC Belair | Centre sportif Niki Bettendorf, Bertrange Sędziowie: Carel Zuidberg i Gildas Sagot |

| 05.11.2022 16:00 (UTC+1) | Volley 80 Pétange | 0:3 (12:25, 16:25, 22:25) | VC Steinfort | Centre sportif Bim Diederich, Pétange Sędziowie: Nadia Geib |

| 05.11.2022 18:00 (UTC+1) | RSR Walfer | 0:3 (14:25, 16:25, 15:25) | VC Fentange | Hall omnisports Prince Henri, Walferdange Sędziowie: Nico Nicks i Jean-Pierre Kocks |

| 06.11.2022 18:00 (UTC+1) | VB Amber-Lënster | 1:3 (18:25, 25:23, 19:25, 23:25) | VB Echternach | Hall sportif, Junglinster Sędziowie: Angelo Palmirotta i Ae-Ree Mim Schammo |

| 05.11.2022 19:30 (UTC+1) | CHEV Diekirch | 3:2 (25:16 28:30 25:20 17:25 15:6) | VC Lorentzweiler | Hall omnisports, Diekirch Sędziowie: Bogdan Birca i Laurent Schmit |

|  | Escher VBC VC Stroossen VC Bissen | wolny los |  |  |

### Ćwierćfinały
| 25.02.2023 19:30 (UTC+1) | VC Stroossen | 3:1 (22:25, 25:13, 25:14, 25:20) | VB Echternach | Hall omnisports, Strassen Sędziowie: Romain Breuer i Andrej Gorbachev |

| 26.02.2023 19:30 (UTC+1) | VC Bissen | 3:0 (25:15, 25:20, 25:19) | VC Steinfort | Complexe sportif, Bissen Sędziowie: Sven Clement i Jill Clement |

| 25.02.2023 20:00 (UTC+1) | Escher VBC | 0:3 (19:25, 24:26, 19:25) | VC Fentange | Centre omnisports Henri Schmitz, Esch-sur-Alzette Sędziowie: Marc Goedert i Chris Laevaert |

| 26.02.2023 19:00 (UTC+1) | Volley Bartreng | 0:3 (21:25, 19:25, 20:25) | CHEV Diekirch | Centre sportif Niki Bettendorf, Bertrange Sędziowie: Stefan Vanderbeeken i Angelo Palmirotta |

### Turniej finałowy

#### Półfinały
| 24.03.2023 18:30 (UTC+1) | CHEV Diekirch | 0:3 (22:25, 19:25, 16:25) | VC Stroossen | Hall omnisports Prince Henri, Walferdange Sędziowie: Michel Beautier i Sven Clement |

| 24.03.2023 20:30 (UTC+1) | VC Bissen | 0:3 (19:25, 11:25, 16:25) | VC Fentange | Hall omnisports Prince Henri, Walferdange Sędziowie: Andrej Gorbachev i Laurent Schmit |

#### Finał
| 25.03.2023 20:30 (UTC+1) | VC Stroossen | 3:0 (25:20, 25:17, 25:13) | VC Fentange | Hall omnisports Prince Henri, Walferdange Widzów: 250 Sędziowie: Stefan Vanderbeeken i Romain Breuer |